# Jiří Dozorec (1951)
Jiří Dozorec (* 30. května 1951) je bývalý český fotbalista, útočník. Po skončení aktivní kariéry působil jako trenér. Jeho synem je fotbalista Jiří Dozorec.

## Fotbalová kariéra
V československé lize hrál za LIAZ Jablonec. Nastoupil ve 13 ligových utkáních a dal 4 ligové góly. Do Jablonce přišel ze Spartaku BSS Vlašim výměnou za Jiřího Tupce.

## Ligová bilance
| Ročník                                   | Zápasy | Góly | Klub              |
| ---------------------------------------- | ------ | ---- | ----------------- |
| 2. československá fotbalová liga 1974/75 | -      | -    | Spartak BS Vlašim |
| 1. československá fotbalová liga 1975/76 | 13     | 4    | LIAZ Jablonec     |
| Česká národní fotbalová liga 1978/79     | -      | -    | LIAZ Jablonec     |
| CELKEM 1. liga                           | 13     | 4    |                   |